# Virginia Slims of Washington 1988
Il Virginia Slims of Washington 1988 è stato un torneo di tennis giocato sul cemento indoor. È stata la 17ª edizione del torneo, che fa parte della categoria Tier II nell'ambito del WTA Tour 1988. Si è giocato al Patriot Center di Fairfax negli USA dal 22 al 28 febbraio 1988.

## Campionesse

### Singolare
Martina Navrátilová ha battuto in finale  Pam Shriver con il punteggio di 6–0, 6–2

### Doppio
Martina Navrátilová /  Pam Shriver hanno battuto in finale  Gabriela Sabatini /  Helena Suková con il punteggio di 6–4, 6–4